# Libanesiska mästerskapet (volleyboll, damer)
Libanesiska mästerskapet är den högsta serien för klubblag i volleyboll i Libanon. Tävlingen arrangeras av Libanons volleybollförbund, det libanesiska volleybollförbundet.

## Resultat per år[1]
| År                   | Podium   | Podium   | Podium            |
| Mästare              | Tvåa     | Trea     |                   |
| -------------------- | -------- | -------- | ----------------- |
| 2009 mer information | Kalamoun | Berbara  |                   |
| 2010 mer information | Anwar    | Kalhat   | Kalamoun          |
| 2011 mer information | Anwar    | Kalamoun | Kalhat            |
| 2012 mer information |          |          |                   |
| 2014 mer information |          |          |                   |
| 2015 mer information | Kalamoun | Central  | Qnat              |
| 2016 mer information | Mtein    | Kalamoun | Amchit            |
| 2018 mer information | Mtein    | Kalamoun | Amchit            |
| 2019 mer information | Mtein    | Kalamoun | Speed Ball Chekka |
| 2022 mer information | Kalamoun | Byblos   | 1875              |
| 2023 mer information | Byblos   | Kalamoun | 1875              |